# Shigeru Ishiba
Shigeru Ishiba (en japonès 石破 茂, Ishiba Shigeru) (4 de febrer de 1957) és un polític japonès que exerceix com a Primer Ministre del Japó i president del Partit Liberal Democràtic (LDP) des de 2024.
El 14 d'agost de 2024, Fumio Kishida va anunciar que no intentaria revalidar com a president del PLD a les eleccions generals japoneses de 2024 previstes al setembre, i posaria fi al seu mandat com a primer ministre, i l'1 d'octubre Shigeru Ishiba, que el 27 de setembre es va imposar a les eleccions al liderat del partit, es va convertir en el nou primer ministre.
La popularitat del partit va baixar de manera notable els últims mesos i la coalició del PLD amb el Kōmeitō perdé la majoria per primera vegada a les eleccions generals japoneses de 2024.
L'11 de novembre, Shigeru Ishiba va ser reelegit primer ministre d'un govern en minoria de PLD i Kōmeitō durant una sessió extraordinària de la Dieta amb 221 vots, derrotant a Yoshihiko Noda del Partit Democràtic Constitucional del Japó (PDC) que en va rebre 160. Aquesta va ser la primera vegada des de 1994 que la votació requeria dues voltes. El mateix dia, el gabinet d'Ishiba de la legislatura anterior va dimitir i es va inaugurar un segon gabinet.